# Jim Pankiw
Jim Pankiw (né le 7 août 1966) est un chiropraticien et homme politique canadien.

## Biographie
Il a été député à la Chambre des communes du Canada, où il a siégé pour deux mandats comme représentant de la circonscription saskatchewanaise de Saskatoon—Humboldt, de 1997 à 2004. D'abord élu sous la bannière du Parti réformiste du Canada, il siège ensuite avec l'Alliance canadienne lorsque ce parti remplace le Parti réformiste. Il est du groupe de députés qui, mécontents du chef Stockwell Day, quittent le caucus allianciste pour former le Caucus démocratique représentatif. Il termine sa carrière de député en tant que député indépendant.